# Bandō
Bandō (jap. 坂東市 Bandō-shi) – miasto w Japonii, w prefekturze Ibaraki, we wschodniej części wyspy Honsiu. Ma powierzchnię 123,03 km². W 2020 r. mieszkały w nim 52 292 osoby, w 18 127 gospodarstwach domowych  (w 2010 r. 56 110 osób, w 16 759 gospodarstwach domowych).

## Historia
Miasto Bandō powstało 22 marca 2005 roku w wyniku połączenia miasta Iwai z miasteczkiem Sashima (z powiatu Sashima).

## Populacja
Zmiany w populacji terenu miasta w latach 1950–2020: